# Leonard Maltin
Leonard Michael Maltin (New York, 18 dicembre 1950) è un critico cinematografico statunitense autore della guida Leonard Maltin's Movie and Video Guide  e del libro The Disney Films.

## Biografia
Laureato alla New York University, fu il primo critico cinematografico a realizzare un volume che catalogasse e valutasse tutti i film disponibili sul mercato cinematografico e dell'home-video nazionale. La prima edizione del suo Leonard Maltin's Movie and Video Guide fu pubblicata nel settembre del 1969. A partire dal 1987, ogni anno viene pubblicata la versione aggiornata e corretta. Dal 2007 al 2009 la guida è stata pubblicata in Italia col titolo Guida ai film da Baldini & Castoldi editore.
Apparve nel 21º episodio del cartone animato Freakazoid come guest-star. 
Nel 2018 dichiarò tramite il proprio account Twitter di essere affetto dalla malattia di Parkinson.